# Сай-Ус (станція)
Сай-Ус (Сайусу; кит. 赛乌苏站, пін. Sàiwūsū Zhàn) — залізнична станція в КНР, розміщена на Цзінін-Ерляньській залізниці між станціями Цаган-Тег і Сілі.
Розташована в міському повіті Ерен-Хото автономного району Внутрішня Монголія. Відкрита в 1954 році.